# David Pittu
David Jonathan Pittu (en rumano: Pitu; nacido el 4 de abril de 1967) es un actor, escritor y director estadounidense.

## Primeros años
Pittu nació y creció en Fairfield, Connecticut, donde, en su último año de secundaria, fue finalista en la Búsqueda de talentos de reconocimiento artístico de la NFAA en teatro. Se graduó de la Tisch School of the Arts de la Universidad de Nueva York en 1989.

## Carrera
El trabajo teatral de Pittu incluye obras de teatro y musicales, y ha recibido dos nominaciones a los premios Tony. Fue nominado a Mejor actor destacado en un musical en 2007 por interpretar a Bertolt Brecht en LoveMusik  de Harold Prince y a Mejor actor destacado en una obra de teatro en 2008 por su papel múltiple en la comedia de Mark Twain Is He Dead? adaptada por David Ives y dirigida por Michael Blakemore.
Recibió el premio Daryl Roth 2010 Creative Spirit.
Recibió el premio St. Clair Bayfield 2009 por su actuación en Twelfth Night en el Delacorte Theatre en 2009, dirigida por Daniel Sullivan. También bajo la dirección de Sullivan, interpretó a Paul Wolfowitz y otros, en Stuff Happens de David Hare en 2006 en el Teatro Público, que recibió un premio Drama Desk Award por Mejor Reparto.
Escribió y protagonizó What's That Smell: The Music of Jacob Sterling, una sátira musical sobre un compositor y letrista desafortunado y eternamente "prometedor". Pittu también escribió la letra, con música de Randy Redd para What's That Smell, que se estrenó fuera de Broadway en Atlantic Theatre Company en septiembre de 2008. La obra con música recibió dos nominaciones a los premios Lucille Lortel, incluida una a Mejor Musical Off-Broadway, y fue incluida tanto en Entertainment Weekly como en The New York Times Top 10 Best Lists in Theatre 2008.
Otras obras teatrales notables: The Heir Apparent de David Ives (2014 Off-Broadway, CSC, director John Rando); Equivocation de Bill Cain (2010, Off-Broadway Manhattan Theatre Club) dirigida por Garry Hynes; The Coast of Utopia de Tom Stoppard (2006, Broadway, Lincoln Center); Celebration y The Room de Harold Pinter (2005, Off-Broadway, Atlantic Theatre Company); y Company de Stephen Sondheim, parte de la celebración del Kennedy Center Sondheim (2002).
Su aclamada actuación como Leo Frank en la Gira Nacional de Parade de Jason Robert Brown, dirigida por Harold Prince, le valió el Premio Nacional de Broadway 2001 (Mejor Actor en un Musical). Apareció en la producciones Encores! de Of Thee I Sing (2007, como embajador de Francia); Bells Are Ringing (2010, como Sandor); y It's a Bird...It's a Plane...It's Superman (2013, como Dr. Abner Sedgwick).
Sus créditos cinematográficos incluyen True Story, King Kong y Hombres de negro III. Para televisión ha aparecido en House of Cards, Mercy Street de PBS, The Following, The Knick, Damages, The Good Wife, Person of Interest, Fringe, Sex and the City, así como numerosas apariciones en todos los programas de la serie Law & Order.
Es un narrador prolífico y galardonado de audiolibros. Narró El jilguero de Donna Tartt, ganador del premio Pulitzer, que recibió dos premios "Audie": Mejor ficción literaria y Mejor interpretación masculina solista en 2014.

## Filmografía

### Películas
| Año  | Título         | Papel              | Notas |
| ---- | -------------- | ------------------ | ----- |
| 2023 | Sharper        | David              |       |
| 2017 | Submission     | Bernard Levy       |       |
| 2016 | Café Society   | Roger              |       |
| 2015 | True Story     | Marcus Lickermann  |       |
| 2012 | Men in Black 3 | Roman the Fabulist |       |
| 2006 | Shortbus       | Jacuzzi Hunter     |       |
| 2005 | King Kong      | Weston             |       |

### Televisión
| Año       | Título                            | Papel         | Notas                     |
| --------- | --------------------------------- | ------------- | ------------------------- |
| 2022      | Desparejado                       | Dennis        | 2 episodios               |
| 2021      | Halston                           | Joe Eula      | 5 episodios               |
| 2020      | The Plot Against America          | Irv Simkowitz | 2 episodios               |
| 2016      | House of Cards                    | Dr. Saxon     | 3 episodios               |
| 2015      | The Knick                         | Dr. Phelps    | 2 episodios               |
| 2015      | The Following                     | Eldon         | Episodio: "Flesh & Blood" |
| 2013      | Person of Interest                | Derek Fowler  | Episodio: "Booked Solid"  |
| 2012      | Made in Jersey                    | Vogel         | 2 episodios               |
| 2011–2014 | Law & Order: Special Victims Unit | Linus Tate    | 6 episodios               |
| 2011      | Pan Am                            | Paul Gilbert  | 2 episodios               |
| 2011      | Damages                           | Jack Shaw     | 5 episodios               |
| 2010–2012 | The Good Wife                     | Spencer Roth  | 2 episodios               |
| 2010      | Law & Order: Criminal Intent      | Roy Loftin    | Episodio: "Loyalty"       |
| 2009      | Rescue Me                         | Charles       | 3 episodios               |
| 2009      | Fringe                            | Robert Swift  | Episodio: "Unleashed"     |
| 2001      | Law & Order                       | Donald Albers | Episodio: "Phobia"        |

### Videojuegos
| Año  | Título               | Papel                                                       |
| ---- | -------------------- | ----------------------------------------------------------- |
| 2010 | Red Dead Redemption  | Población local                                             |
| 2008 | Grand Theft Auto IV  | Población de Liberty City                                   |
| 2006 | Neverwinter Nights 2 | Shadow Reaver #1, Brawler #1, Wolf #1, Commoner #2, Mordren |
| 2003 | Manhunt              | Smilie                                                      |